# Übergangsmoor Hirschloh
Das Übergangsmoor Hirschloh ist ein Naturdenkmal zwischen Niederlamitz und Großwendern im oberfränkischen Landkreis Wunsiedel im Fichtelgebirge.
Das Übergangsmoor liegt an der Kreisstraße WUN 1. Ein nacheiszeitliches Torflager diente bis in die 1950er Jahre der Torfgewinnung als Brennstoff vor allem für das Dorf Hohenbuch. Nach diesem Eingriff war die Fläche, bestehend aus einem Moorgebiet und Feuchtflächen, sich selbst überlassen, Gruben füllten sich mit Wasser und es entstanden unterschiedlich große Tümpel. Die Sukzession führte zur Ausbildung einer teils seltenen und facettenreichen Vegetation. Vertreten ist z. B. das Knöterich-Laichkraut und die Arnika. Das Schutzgebiet im Besitz des Fichtelgebirgsvereins ist seit 1983 als flächenhaftes Naturdenkmal ausgewiesen.